# Rolf Koch (Basketballspieler)
Rolf Koch (* 4. Mai 1968 in Nürnberg) ist ein deutscher ehemaliger Basketballspieler. Der 1,98 Meter große Flügelspieler spielte während seiner Karriere für Steiner Bayreuth und den SSV Ulm in der Basketball-Bundesliga.

## Laufbahn
Rolf Koch belegte mit der bundesdeutschen Kadettennationalmannschaft (U16) bei der EM 1985 und mit der U18 bei der EM 1986 jeweils den vierten Platz.
Zwischen 1986 und 1989 gehörte Koch zur Mannschaft von Steiner Bayreuth, 1988 und 1989 wurde er deutscher Pokalsieger, 1989 deutscher Meister. Auch an Bayreuths bester Europapokal-Saison 1988/1989 war Rolf Koch beteiligt. 
In der Saison 1989/90 legte Koch ein Auslandsjahr in den Vereinigten Staaten ein, studierte am Eckerd College in Florida und gehörte zur Basketballmannschaft der Hochschule.
Von 1990 bis 1996 spielte Koch für den SSV Ulm in der Bundesliga und wurde 1996 in seiner letzten Saison deutscher Pokalsieger. Außerdem kam er im Hemd der „Spatzen“ im Europapokal zum Einsatz. Anschließend wechselte er zur TSG Ehingen 1848, mit der er als Spielertrainer von der Bezirksliga bis in die Regionalliga und als Spieler (und Trainerassistent von Ralph Junge) 2003 in die 2. Basketball-Bundesliga aufstieg. Anschließend beendete Koch seine Spielerlaufbahn und übernahm Managementaufgaben beim neu gegründeten Verein Team Ehingen Urspring, die er später gemeinsam mit Nico Drmota ausübte.
Hauptberuflich wurde Koch bei der Stadt Ehingen als Leiter des Stadtmarketings tätig.